# Ẳng Cang
Ẳng Cang là một xã thuộc huyện Mường Ảng, tỉnh Điện Biên, Việt Nam.

## Địa lý
Xã Ẳng Cang nằm ở phía nam của huyện Mường Ảng, có vị trí địa lý:
- Phía đông giáp xã Nặm Lịch
- Phía tây giáp xã Ẳng Nưa và huyện Điện Biên
- Phía nam giáp xã Nặm Lịch và huyện Điện Biên Đông
- Phía bắc giáp thị trấn Mường Ảng và các xã Ẳng Nưa, Búng Lao, Ẳng Tở.

Xã Ẳng Cang có diện tích 54,41 km², dân số năm 2022 là 7.813 người,  mật độ dân số đạt 143 người/km².

## Hành chính
Xã Ẳng Cang được chia thành 18 bản.

## Lịch sử
Ngày 30 tháng 3 năm 1967, Bộ Nội Vụ ban hành Quyết định số 122/QĐ-NV về việc thành lập xã Ẳng Cang trên cơ sở 9 bản: Sảng, Hón, Cói, Hua Nguống, Mé, Tiền Phong, Tân Phong, Pú Khớ, Hua Nậm của xã Mường Ảng.
Ngày 14 tháng 11 năm 2006, Chính phủ ban hành Nghị định số 135/2006/NĐ-CP về việc:
- Điều chỉnh 138,30 ha diện tích tự nhiên và 465 nhân khẩu của xã Ẳng Cang về thị trấn Mường Ẳng (nay là thị trấn Mường Ảng) quản lý.
- Chuyển xã Ẳng Cang thuộc huyện Tuần Giáo về huyện Mường Ảng mới thành lập quản lý.

Sau khi điều chỉnh địa giới hành chính, xã Ảng Cang còn lại 5.437,83 ha diện tích tự nhiên và 5.745 nhân khẩu.
Ngày 26 tháng 8 năm 2019, HĐND tỉnh Điện Biên ban hành Nghị quyết số 124/NQ-HĐND về việc:
- Thành lập bản Cói Bánh trên cơ sở Bản Cói và Bản Bánh.
- Thành lập bản Hón Sáng trên cơ sở Bản Hón và Bản Sáng.
- Sáp nhập bản Huổi Sứa Cuông vào bản bản Huổi Sứa.